# The Disappearance of Lady Frances Carfax
Ne doit pas être confondu avec La Disparition de Lady Frances Carfax.
Pour plus de détails, voir Fiche technique et Distribution.
The Disappearance of Lady Frances Carfax est un film britannique réalisé par George Ridgwell, sorti en 1923.

## Synopsis
Sherlock Holmes et le docteur Watson enquêtent sur la disparition de Lady Carfax, qui n'a pas donné signe de vie depuis plusieurs semaines.

## Fiche technique
- Titre original : The Disappearance of Lady Frances Carfax
- Réalisation : George Ridgwell
- Scénario : Geoffrey H. Malins, P.L. Mannock, d'après la nouvelle La Disparition de Lady Frances Carfax d'Arthur Conan Doyle
- Direction artistique : Walter W. Murton
- Photographie : Alfred H. Moise
- Montage : Challis N. Sanderson
- Société de production : Stoll Picture Productions
- Société de distribution : Stoll Picture Productions
- Pays de production :  Royaume-Uni
- Langue originale : anglais
- Format : noir et blanc — 35 mm — 1,37:1 — Film muet
- Genre : Film policier
- Date de sortie :
  - Royaume-Uni : mars 1923

## Distribution
- Eille Norwood : Sherlock Holmes
- Hubert Willis : Docteur Watson
- David Hawthorne : Philip Greene
- Evelyn Cecil : Lady Frances Carfax
- Cecil Morton York : Hily Peters
- Madge Tree : Mme Peters